# سة تشي (قلعة بيابان)
سة تشي (بالفارسية: سه چی) هي قرية تقع في إيران في البلدة المركزية.